# Миссия Европейского союза по военной помощи Украине
Миссия Европейского союза по военной помощи Украине (англ. European Union Military Assistance Mission for Ukraine, EUMAM Ukraine) — миссия Европейского союза по оказанию военно-технической помощи Украине для отражения российской агрессии в ходе российского вторжения на Украину. В рамках миссии служащие Вооружённых сил Украины проходят подготовку по стандартам вооружённых сил стран ЕС.

## Предыстория
С самого начала российского вторжения на Украину в 2022 году войны Европейский союз оказывал прямую поддержку ВСУ и обороне Украины через Европейский фонд мира (англ. European Peace Facility, EPF). Этот внебюджетный фонд был создан годом ранее для финансирования инициатив в рамках общей политики безопасности и обороны (англ. Common Security and Defence Policy, CSDP), направленных на предотвращение конфликтов и укрепление международной безопасности и стабильности. EPF работал на Украине и до февраля 2022 года и финансировал военную составляющую проектов CSDP в стране, однако не принимал участия в поставках летального вооружения. 
Политика стран Евросоюза резко изменилась после российского вторжения: только в феврале—октябре ЕС принял 12 директив о военной помощи и в рамках 6 траншей предоставил её на сумму 3 млрд евро: 2,82 млрд было потрачено на летальное вооружение, 180 млн — на снаряжение, медикаменты, топливо и т.д., что составляет почти половину бюджета EPF на 2021—2027 г.
Дипломатическое обоснование создания специальной миссии для поддержки Украины было сформулировано в ходе саммита 23—24 июня 2022 года, в ходе которого Европарламент принял резолюцию о приверженности Европы военной поддержке Украины, чтобы помочь последней осуществить своё неотъемлемое право на защиту от российской агрессии. А 30 сентября МИД и Минобороны Украины обратились к ЕС с официальным запросом об оказании военной помощи. 17 октября в ходе встречи министры иностранных дел объявили о создании специальной Миссии Европейского союза по военной помощи Украине (англ. European Union Military Assistance Mission for Ukraine, EUMAM Ukraine). Миссия официально начала работу 15 ноября 2022 года.

## Организация
Цель EUMAM — повышение боеспособности Вооружённых сил Украины для защиты её территориальной целостности, суверенитета и гражданского населения. Задачи миссии включают индивидуальную, коллективную и специализированную подготовку служащих ВСУ и сил ТрО и снаряжение подготовленных бойцов. Предварительно миссия рассчитана на 2 года. Изначально было объявлено, что в рамках EUMAM будет подготовлено не менее 15000 украинских военных, в начале февраля 2023 года программа была расширена до 30000 служащих ВСУ.
Командующим миссией стал французский вице-адмирал Эрве Блежан — действующий глава Центра военного планирования и управления зарубежными небоевыми операциями ЕС (англ. Military Planning and Conduct Capability, MPCC). Штаб EUAMM, координирующий работу на стратегическом уровне располагается в структуре MPCC в Брюсселе, основные тренировочные штабы — в Польше и Германии, тренировочные центры — в целом ряде стран ЕС. Миссия координирует работу с другими центрами подготовки украинских военных в Великобритании, США и Канаде. 
EUMAM стала крупнейшей миссией военной помощи, организованной ЕС для страны, не являющейся членом Союза. На обучение украинских военных в рамках миссии было выделено 106 млн евро средств EPF, на снаряжение — дополнительно 16 млн. В начале декабря 2022 года Норвегия (не является членом ЕС) подписала соглашение о финансировании EUMAM на 2023 год в размере 150 млн крон (примерно 14,5 млн евро). В феврале 2023 года в рамках седьмого пакета военной помощи ЕС выделил на работу миссии дополнительные 45 млн евро.

## Реализация
К началу декабря 2022 года обучение в рамках EUMAM уже проходили 1100 украинских военных.

## Реакции
Россия: пресс-секретарь МИД Мария Захарова осудила создание миссии, причём ещё до его официального анонса или формирования — 6 октября, при этом заявив, что миссия делает ЕС участником конфликта.

## Примечание
1. ↑  Евросоюз создал Миссию военной помощи Украине. dw.com. Дата обращения: 18 октября 2022. Архивировано 17 октября 2022 года.
2. ↑  Совет ЕС одобрил создание миссии по обучению украинских военных. Радио Свобода. Дата обращения: 18 октября 2022.
3. ↑  European Union Assistance Mission Ukraine (EUMAM). www.eeas.europa.eu. Дата обращения: 18 октября 2022. Архивировано 18 октября 2022 года.
4. 1 2  EU and Norway sign an agreement in support of EUMAM Ukraine. European Council (6 декабря 2022). Дата обращения: 5 января 2023. Архивировано 23 декабря 2022 года.
5. 1 2  European Peace Facility: Ukraine and beyond. European Parliamentary Research Center (18 ноября 2022). Дата обращения: 5 января 2023. Архивировано 5 января 2023 года.
6. ↑  Ukraine: EU sets up a military assistance mission to further support the Ukrainian Armed Forces (англ.). www.consilium.europa.eu. Дата обращения: 18 октября 2022. Архивировано 18 октября 2022 года.
7. 1 2  Евросоюз создал новую военную миссию для Украины и предоставил 500 млн евро на закупку вооружений. Настоящее время (17 октября 2022). Дата обращения: 5 января 2023. Архивировано 6 января 2023 года.
8. 1 2  Ukraine: EU launches Military Assistance Mission. European Council (15 ноября 2022). Дата обращения: 5 января 2023. Архивировано 5 января 2023 года.
9. 1 2 3 4  Евросоюз запустил обучающую миссию для украинской армии. RFI (16 ноября 2022). Дата обращения: 5 января 2023. Архивировано 5 февраля 2023 года.
10. ↑  EU to train 30,000 Ukrainian soldiers by end of 2023, reports Borrell. Yahoo! News (3 февраля 2023). Дата обращения: 5 февраля 2023. Архивировано 5 февраля 2023 года.
11. ↑  Евросоюз создал новую военную миссию для Украины и предоставил 500 млн евро на закупку вооружений. Настоящее Время. Дата обращения: 18 октября 2022. Архивировано 17 октября 2022 года.
12. ↑  ЕС объявит о создании масштабной программы по обучению украинских военных. ГОЛОС АМЕРИКИ. Дата обращения: 18 октября 2022. Архивировано 18 октября 2022 года.
13. ↑  Ukraine: Council agrees on further military support under the European Peace Facility. European Council (2 февраля 2023). Дата обращения: 2 февраля 2023. Архивировано 2 февраля 2023 года.
14. ↑  New EU military support mission to Ukraine already training 1,100 Ukrainian soldiers. EU Neighbours East (5 декабря 2022). Дата обращения: 5 января 2023. Архивировано 1 февраля 2023 года.
15. ↑  Russia says EU military assistance mission to Ukraine will make bloc party to conflict. www.aa.com.tr. Дата обращения: 18 октября 2022. Архивировано 17 октября 2022 года.